# Kazuo Sugimoto
Pour les articles homonymes, voir Sugimoto.
Kazuo Sugimoto (杉本和陽, Sugimoto Kazuo) est un joueur de shōgi professionnel japonais né le 1er septembre 1991 à Ōta, Kyoto.

## Biographie et carrière
Kazuo Sugimoto est né en septembre 1991 à Tokyo.
Il est devenu professionnel avec un classement de 4e dan en avril 2017 à l'âge de 25 ans, après avoir terminé deuxième du tournoi des 3e dan (octobre 2016-mars 2017) avec 12 victoires et 6 défaites.
Il est classé 5e dan à partir de juillet 2021.
En 2025, il se qualifie pour le tournoi principal du Kisei et du tournoi Oi.
En avril 2025, il se qualifie pour la finale du tournoi du Kisei qui est un des huit tournois majeurs du shogi et obtient ainsi le grade de sixième dan.